# Restes de sa Torre de Son Quartera - Tanca des Talaiot
Les restes de sa Torre de Son Quartera - Tanca des Talaiot és un jaciment prehistòric situat al lloc anomenat Tanca des Talaiot, de la possessió Sa Torre de Son Quartera, segregació de la possessió de Sa Torre del municipi de Llucmajor, Mallorca.
Són unes restes prehistòriques que es troben molt arrasades, pràcticament desaparegudes. Només s'observen cinc pedres que, a més, han estat mogudes de lloc. No obstant això, el jaciment soterrat encara és present elevant-se aquí el terreny que és ple de pedra petita.